# (3865) Lindbloom
(3865) Lindbloom est un astéroïde de la ceinture principale.

## Description
(3865) Lindbloom est un astéroïde de la ceinture principale. Il fut découvert le 13 janvier 1988 à La Silla par Henri Debehogne. Il présente une orbite caractérisée par un demi-grand axe de 2,40 UA, une excentricité de 0,08 et une inclinaison de 6,6° par rapport à l'écliptique.

## Compléments